# Dichelostemma multiflorum
Dichelostemma multiflorum är en sparrisväxtart som först beskrevs av George Bentham, och fick sitt nu gällande namn av Amos Arthur Heller. Dichelostemma multiflorum ingår i släktet Dichelostemma och familjen sparrisväxter. Inga underarter finns listade i Catalogue of Life.